# Gaoyao
Gaoyao léase Káo-Yáo (en chino simplificado, 高要区; pinyin, Gāoyào qū "alto y deseoso")  es un distrito urbano bajo la administración directa de la ciudad-prefectura de Zhaoqing. Se ubica al este de la provincia de Cantón, en el sur de la República Popular China. Su área es de 2185 km² y su población total para 2018 fue cerca a los 800 mil habitantes.

## Administración
El distrito urbano de Gaoyao se divide en 17 pueblos que se administran en 1 subdistrito y 16 poblados.

## Toponimia
Gaoyao, literalmente significa "alto y deseoso", es el antiguo nombre del desfiladero de Lingyang en el río Xi. Originalmente era el nombre de la tierra circundante, pero llegó a usarse para la sede del gobierno del distrito.
algunas figuras notables:
Liang han chao (梁寒操）： historiador, educador y también fundador de la revista cultural e histórica Kwangtung.
Leung shu kim (梁素琴）：famosa actriz de ópera cantonesa de Hong Kong
( referencia: https://en.wikipedia.org/wiki/Gaoyao_District )